# Europa (Schiff, 1911)
Die Europa ist ein Auxiliarsegler, welcher 1911 als Feuerschiff für die deutsche Küste fertiggestellt und nach der Ausmusterung 1994 zur niederländischen Bark umgebaut wurde.

## Geschichte
Das heutige Segelschiff Europa wurde bereits im Jahr 1911 als antriebsloses Feuerschiff unter dem Namen Senator Brockes in der Hamburger Werft H. C. Stülcken Sohn unter der Baunummer 409 vom Stapel gelassen. Als Feuerschiff Elbe 4 und Lotsenstation auf der Elbe sowie als Elbe 3 und Elbe 4 war dieses Schiff bis 1977 nahezu ohne Unterbrechung im Einsatz. Etwa ab 1975 begann man, die kosten- und personalintensiven Feuerschiffe durch Großtonnen und automatische Stationen auf den Seewasserstraßen zu ersetzen.
Die alten Feuerschiffe hatten fast alle Segelschiffsrümpfe, da diese besonders gut in der oft rauen See ihrer festen Ankerplätze lagen. Ein Käufer aus Hamburg erwarb das Schiff zum Schrottpreis und begann 1986 mit dem Umbau zu einem richtigen Segelschiff, war jedoch überfordert. 1987 kaufte der Niederländer Harry Smit den Schiffskörper und investierte eine Millionensumme für den Umbau des Schiffes. Bis 1994 entstand daraus ein dreimastiges Segelschiff mit einer Barktakelung. Aus alten Schiffen geborgene Mahagoniverkleidungen wurden im Schiffsinneren verbaut und auch traditionell viel Messing verarbeitet.

## Einsatz
Die Europa wird weltweit als Charterschiff eingesetzt. Sie hat mehrfach den Erdball umrundet und auch Kap Hoorn umsegelt. Am 20. Mai 2023 ist sie in Kapstadt an Land auf der Helling gekentert, als sie nach einer Werftliegezeit wieder zu Wasser gelassen werden sollte.